# Algerische Botschaft in Berlin

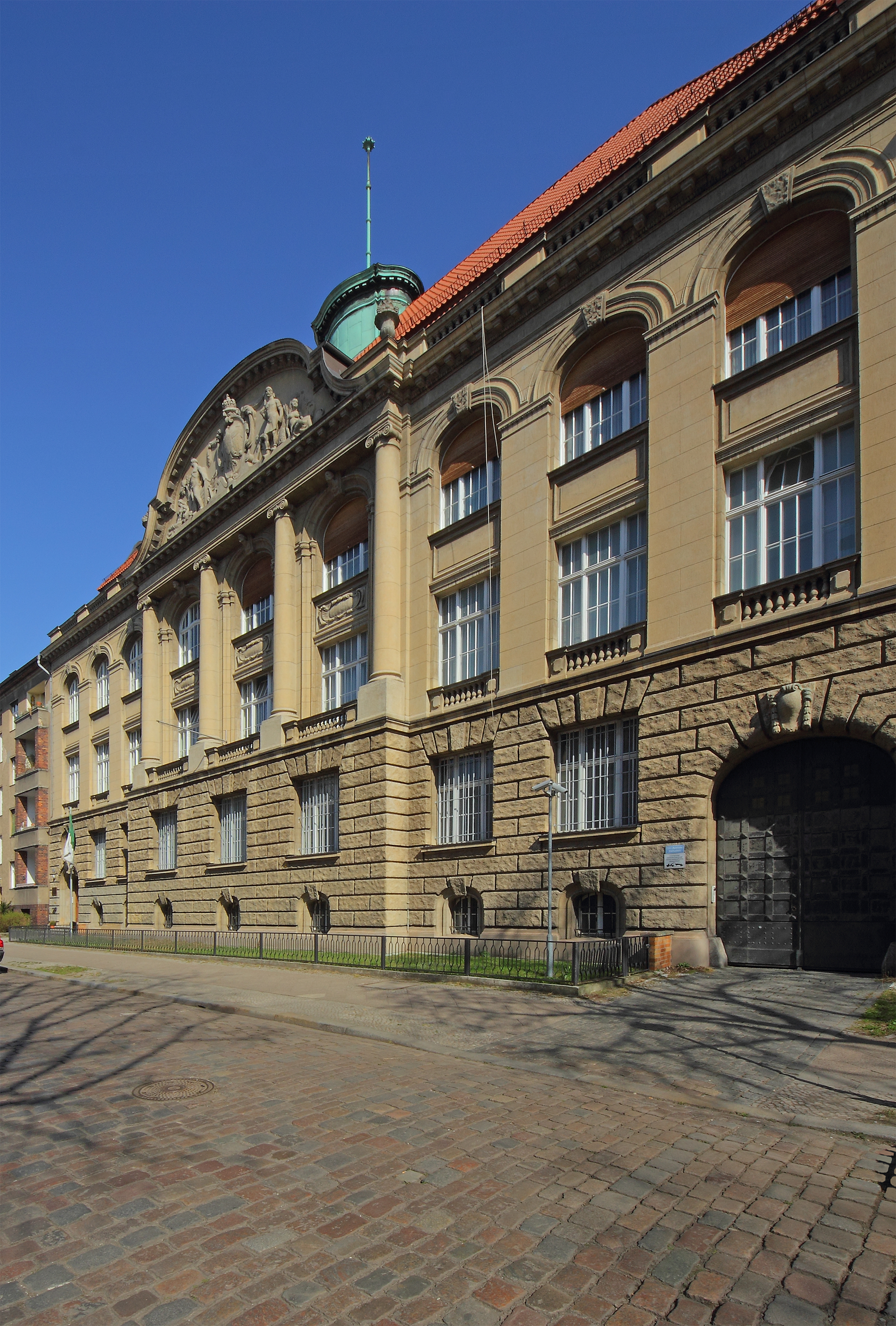
Botschaftsgebäude

Die algerische Botschaft in Berlin (offiziell Botschaft der Demokratischen Volksrepublik Algerien, arabisch سفارة الجمهورية الجزاإرية الديمقراطية الشعبية) ist der Hauptsitz der diplomatischen Vertretung Algeriens in Deutschland. Das Botschaftsgebäude befindet sich in der Görschstraße 45/46 im Berliner Ortsteil Pankow des gleichnamigen Bezirks. In Frankfurt am Main gibt es außerdem ein von der Konsularabteilung der Botschaft unabhängig organisiertes Generalkonsulat Algeriens. Botschafter ist seit dem 16. Mai 2023 Larbi El Hadj Ali.

## Geschichte
Mit der Bildung der Sozialistischen Republik Algerien nahm diese diplomatische Beziehungen zu beiden deutschen Staaten auf und tauschte Botschafter aus.

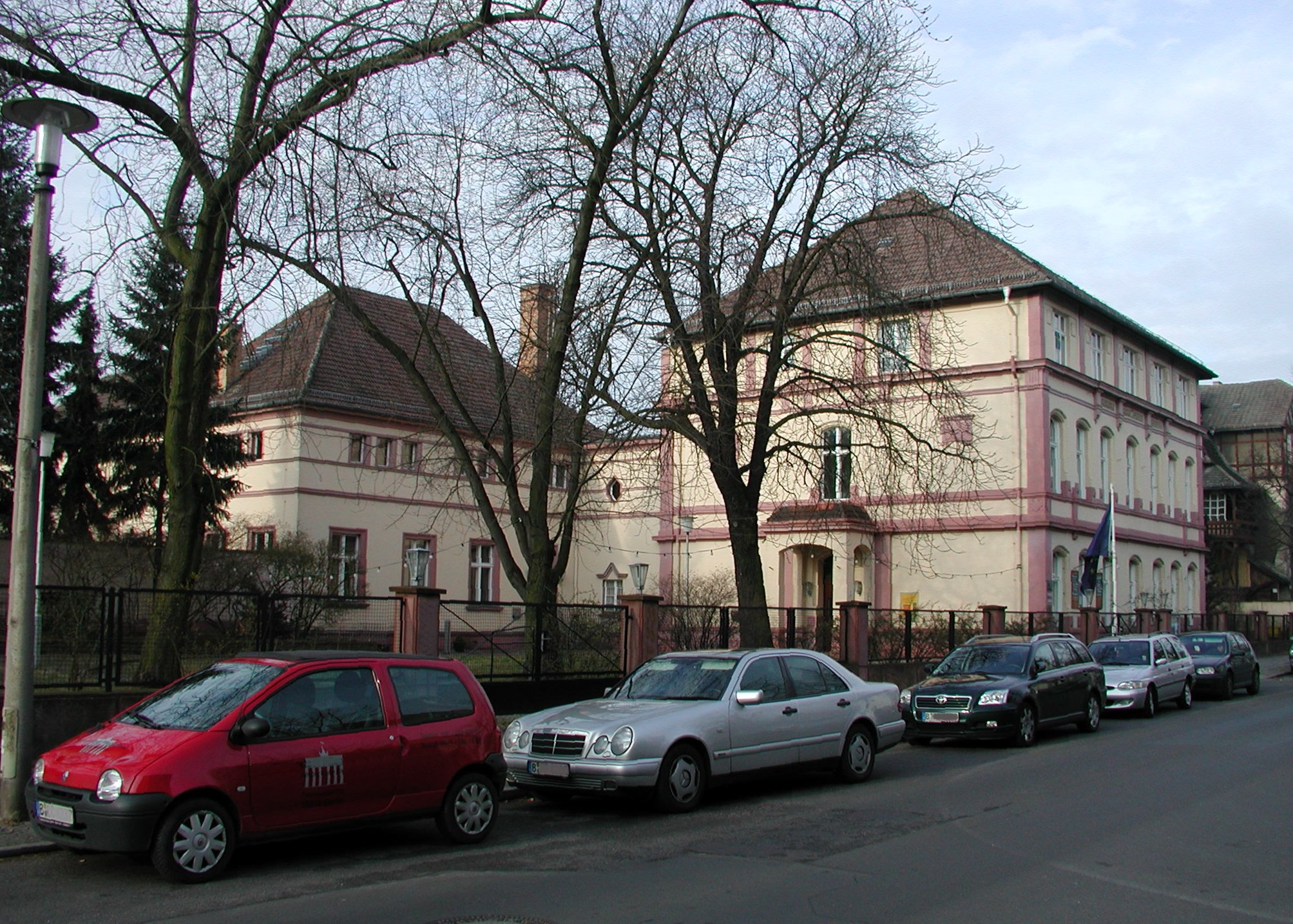
Sitz der algerischen Botschaft in Ost-Berlin bis Mitte der 1980er Jahre

Mit der DDR wurde im Mai 1970 die Aufnahme diplomatischer Beziehungen vereinbart. Sitz der Botschaft war ein Gebäude in der Dönhoffstraße 39 in Berlin-Karlshorst, das Portland-Cement-Haus. Es handelte sich um das im Jahr 1901 errichtete ehemalige Laboratorium des Vereins deutscher Portland-Cement-Fabrikanten. Mitte der 1980er Jahre verlegte die Botschaft ihren Sitz zur Esplanade 23 in Berlin-Pankow.
Von 1965 bis 1999 befand sich die Botschaft Algeriens in der alten Bundesrepublik in Bonn in der Rheinallee 32/34.

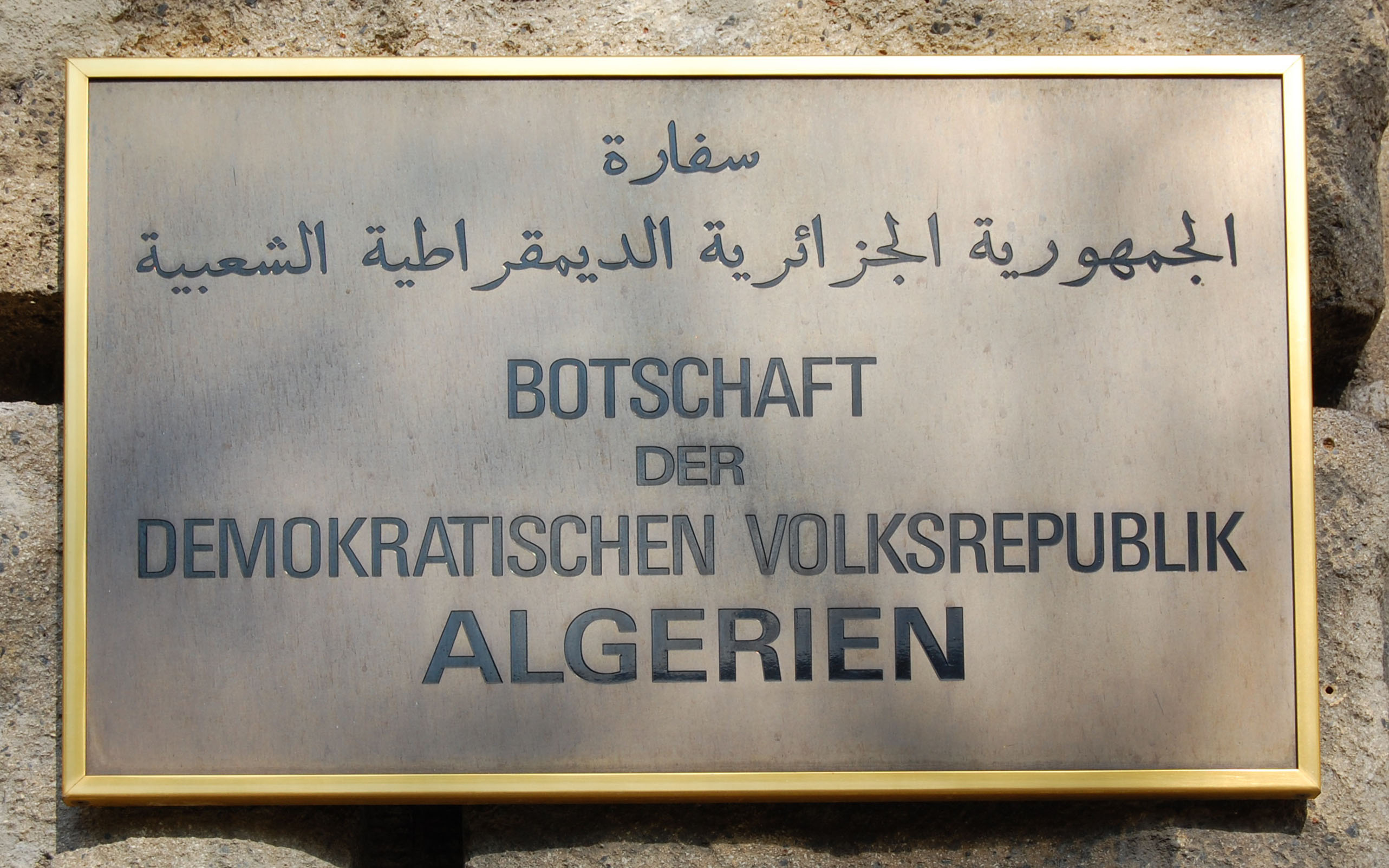
Schild an der Botschaft

## Gebäude
Das von der Botschaft nach dem Bonn-Berlin-Umzug gekaufte und renovierte Gebäude in der Görschstraße, in unmittelbarer Nähe zu einem Schulkomplex, ist ein Baudenkmal. Das Haus entstand 1914/1915 nach Plänen des Architekten Carl Fenten und war das Verwaltungsgebäude des Kaiserlichen Hauptzollamtes. Es handelt sich um ein dreigeschossiges Bauwerk im neobarocken Stil. Im Souterrain und im Erdgeschossbereich besitzt das Haus eine Rustika-Quaderung. Der dreiachsige Mittelrisalit wird von vier kolossalen Halbsäulen betont. Der darüber befindliche Schweifgiebel zeigt ein Relief mit einer Adlerkartusche zwischen den Allegorien für Handel und Gewerbe und bildet zusammen mit dem 1988 erneuerten schmiedeeisernen Tor die Bauzierde. Das Foyer und das Treppenhaus wurden 1999 nach alten Farbvorlagen restauriert.